# سامانه اکولوژیکی بسته

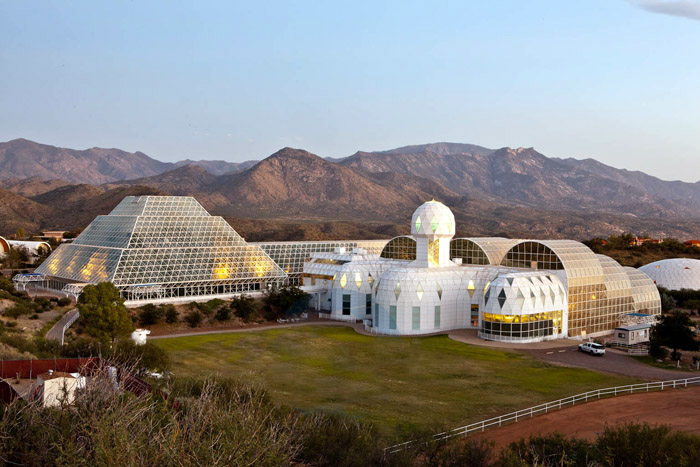
نگاره‌ای از زیست‌کره ۲، که بزرگترین سامانه اکولوژیکی بسته‌ای است که انسان تاکنون ساخته‌است.

سامانه اکولوژیکی بسته (به انگلیسی: Closed ecological systems) (CES)، اکوسیستمی است که از تبادل ماده با سامانه‌های بیرونی بی‌نیاز است.
این نام معمولاً برای نامیدن اکوسیستم‌های دست‌ساز بشر بکار می‌رود. این سامانه‌ها می‌توانند برای سامانه پشتیبانی زندگی در پرواز فضایی، در ایستگاه‌های فضایی یا در سکونتگاه‌های فضایی بکار رود.
در یک سامانه اکولوژیکی بسته، هر محصول زائد یک گونه باید حداقل بدست یک گونه دیگر بکار گرفته شود. اگر هدف سامانه، حفظ حیات گونه‌ای همچون موش یا انسان باشد، مواد زاید تولیدشده بدست این موجودات همچون دی اکسید کربن، مدفوع و ادرار باید دوباره به اکسیژن، غذا و آب تبدیل شود.
یک سامانه اکولوژیکی بسته باید دربرگیرنده حداقل یک ارگانیسم خودپرورد (اتوتروف) باشد. هرچند وجود هر دو ارگانیسم‌های شیمی‌پرورد و نورپرورد نیز امکان دارد اما همه سامانه‌های زیستی بسته که تا امروز وجود داشته‌اند تنها بر پایه یک نورپرورد همچون جلبک سبز بوده‌اند.

## نمونه‌ها
سامانه‌های اکولوژیکی بسته بزرگی که تاکنون ساخته شده‌اند عبارتند از: زیست‌کره ۲، ملیسا، بیوس-۱، بیوس-۲ و بیوس-۳.
بوم‌سپهر (اکوسفر) نیز سامانه اکولوژیکی بسته‌ای است که با این نام تجاری فروخته می‌شود و جنبه تزیینی دارد. اکوسفر می‌تواند دربرگیرنده میگو، شن، جلبک، و گورگونیا باشد.
همچنین باغچه بطری نیز می‌تواند همچون یک سامانه زیستی بسته عمل کند.

## در رسانه‌ها
در رمان این بهشت دیگر نوشته بن التون که در سال ۱۹۹۳ منتشر شد، توسعه سامانه اکولوژیکی بسته‌ای با نام کلاوستروسفیر بیان شده که در خانه‌ها قرار دارد و در هنگام بلایای طبیعی، افراد می‌توانند به درون آن‌ها پناه ببرند.
در فیلم کمدی گنبد زیستی (Bio-Dome)، محصول ۱۹۹۶، افرادی در سامانه اکولوژیکی بسته‌ای گرفتار می‌شوند و بر روی آن‌ها آزمایش صورت می‌گیرد.